# 文忠志
文忠志，（音譯史蒂芬·艾迪科特，1928年—），加拿大漢学家，在中国上海出生，在成都、重慶长大，父親是中国人民的老朋友文幼章（英語：James G. Endicott），对中国，特别是四川、重庆有着深厚的感情。文忠志曾任加拿大約克大學教授，現已退休。

## 生平
文忠志1928年在中国上海出生，1949年多倫多大學歷史系畢業，1966年獲得多倫多大學歷史碩士，1973年獲得多倫多大學歷史博士。
文忠志1980年出版了父親文幼章的傳記James G. Endicott: Rebel out of China，1983年出版中譯本《出自中国的叛逆者—文幼章传》。
文忠志於1980-1981年與1988年在中国四川大学擔任客座副教授，其间在四川什邡农村进行调查，1988年出版了名为《红土地》的中国农村调查的专著，具有一定的国际影响。
文忠志的父親文幼章因為譴責美國在朝鮮戰爭進行細菌戰，1952年獲得斯大林和平奖。文忠志1998年出書The United States and biological warfare: secrets from the early cold war and Korea，也主張美国在朝鮮戰爭中使用了细菌武器，但他也承认“公开供大众查阅的档案中，找不到明确的直接的证据，证明美国曾经在朝鲜战争中使用过细菌武器”。紐約時報的書評認為這本書「爛透了」。
文忠志曾多次访問中国。

## 家庭
文忠志的妻子是一位畫家。他們有四個女兒。

## 著作

### 英文著作
- Stephen Lyon Endicott. . University of Toronto Press. 2012-09-07  [2013-11-24]. ISBN 978-1-4426-9683-9. （原始内容存档于2014-01-03）.
- Stephen Lyon Endicott. . University of Toronto Press. 2002-09-28  [2013-11-24]. ISBN 978-0-8020-8452-1. （原始内容存档于2014-01-03）.
- Stephen Lyon Endicott; Edward Hagerman. . Indiana University Press. 1998年11月22日  [2013年11月23日]. ISBN 9780253334725. （原始内容存档于2014年1月3日）.
- Stephen Lyon Endicott. . I.B.Tauris. 1 January 1988  [2013-11-23]. ISBN 978-1-85043-111-4. （原始内容存档于2014-01-03）.
- Stephen Lyon Endicott. . Toronto: University of Toronto Press. 1980. ISBN 9780802023773.
- Stephen Lyon Endicott. . Manchester University Press. 1975-07-01. ISBN 978-0719006203.

### 中譯本
- 文忠志; 李國林等譯. . 四川人民出版社. 1983  [2013-11-23]. OCLC 300355974. （原始内容存档于2014-01-03）.